# 木百靈板塊
木百靈板塊（Woodlark Plate）是位於新畿內亞東半部的板塊，加洛林板塊沉入木百靈板塊的北部邊緣，木百靈板塊的西部和南部是分別與毛克板塊和澳洲板塊形成的聚合板塊邊緣，東面與所羅門海板塊相接。